# Poa flexuosa
Poa flexuosa — вид трав'янистих рослин родини тонконогові (Poaceae). Етимологія: лат. caerulea — «вигнутий, звивистий».

## Опис
Багаторічник. Стебла прямостоячі, 10–20(30) см. Листя 1–2 мм шириною. Язички 1–3.5 мм. Волоть 2.5–5.5 см, яйцювата. Колоски з 2–3 квітками. 2n = 42.

## Поширення
Північна Європа: Велика Британія, Ісландія, Норвегія, Швеція. Населяє гірські осипи й уступи.